# Calculating God
Calculating God (titre original : Calculating God) est un roman de science-fiction du canadien Robert J. Sawyer publié en 2000, traduit en français par Bernadette Emerich en 2005. L'ouvrage évoque des événements censés se produire à l'époque contemporaine et décrit l'arrivée sur Terre d'extraterrestres.

## Résumé
Le narrateur, Thomas Jericho, paléontologue athée travaillant au Musée royal de l'Ontario à Toronto, fait connaissance avec un extraterrestre ressemblant à une énorme araignée, prénommée Hollus, qui s'est rendu sur Terre pour faire des recherches scientifiques sur l'évolution des espèces animales terrestres et sur les connaissances humaines à ce sujet. Le but est de prouver « scientifiquement » l'existence de Dieu. Hollus et les membres du vaisseau alien pensent que l'Univers a été créé par un dieu qui a fait en sorte de favoriser l'émergence de la Vie là où elle pouvait éclore. Hollus explique en effet à Thomas que toutes les espèces vivantes, sur toutes les planètes de l'Univers pouvant abriter la vie, ont été créées par le même dieu, et qu'il a été constaté que les mêmes phénomènes d'extinction massive d'espèces ont eu lieu sur trois planètes ayant vu éclore la Vie dans le même secteur galactique il y a 440, 365, 225, 210 et 65 millions d'années.
Par ailleurs, Thomas Jéricho vient d'apprendre qu'il est atteint d'un cancer des poumons incurable. Il voit alors sa vision de la vie et son rapport à Dieu évoluer.
Au troisième tiers de l'ouvrage, l'étoile Bételgeuse se transforme en supernova, menaçant de faire disparaître toute vie sur Terre et sur les planètes des systèmes stellaires voisins, en raison d'énormes émissions de radiations gamma. Thomas Jericho suppose qu'une des civilisations située à proximité de cette étoile a délibérément décidé de transformer l'étoile en supernova afin de « stériliser » les systèmes voisins, ceci dans le but de protéger leurs « âmes » transférées dans une « conscience planétaire virtuelle ». En effet, selon les connaissances de Hollus, plusieurs autres mondes ont été découverts, mystérieusement dépeuplés de leurs habitants.
Même si la supernova, située à 400 années-lumière de la Terre, a explosé vers 1600, les radiations vont toucher la Terre. Toutefois, le télescope ultra-puissant des aliens constate qu'une immense entité émerge du néant et, comme un bouclier, empêche les radiations mortelles de se propager vers la Terre. Ceci constitue l'ultime preuve, irréfutable, d'une entité divine souhaitant protéger la Vie et les planètes (notamment la Terre) habitant des espèces intelligentes.
Dans le chapitre final, Thomas Jéricho, après des adieux déchirants avec son épouse et son fils, se joint à l'équipage alien : ils se rendent, en hibernation, vers le « bouclier géant » afin de connaître sa nature et vérifier si une communication avec l'être suprême est envisageable. Là, l'entité leur donne les informations nécessaires pour fusionner les ADN des humains, des Forhilnor et des Wreeds, ce qui permet de donner naissance à un « enfant stellaire », être semi-divin de genre supérieur.

## Personnages
- Thomas Jéricho, paléontologue au Musée royal de l'Ontario.
- Susan et Ricky Jéricho, respectivement épouse et fils adoptif de Thomas.
- Hollus deten stak Jaton, extraterrestre originaire de la troisième planète de l'étoile Bêta Hydri (constellation de l'Hydre mâle), de l'espèce alien des Forhilnor.
- T'kna, de l'espèce alien des Wreeds.
- Christine Dorati, directrice du Musée royal de l'Ontario.

## Thèmes
- Les rapports entre la science et la religion.
- Le cancer, la mort.
- L'économie libérale nord-américaine qui met en danger la science. L'auteur critique ainsi ouvertement les politiques du premier ministre canadien de l'époque, Jean Chrétien, et du premier ministre de l'Ontario Mike Harris.
- La petite place de la science dans les médias.
- La vision des extraterrestres dans les films et les séries télévisées.

## Place du livre dans l'œuvre de Robert J. Sawyer
Calculating God est dans le droit fil d'autres œuvres de l'auteur, telles Starplex, Rollback ou Un procès pour les étoiles. L'auteur détaille sa vision d'une rencontre avec des extraterrestres et les implications engendrées par cette rencontre.
Comme dans ses autres ouvrages, l'auteur fait référence à plusieurs reprises à Carl Sagan et à son ouvrage le plus connu, Contact, adapté au cinéma sous le même titre.